# 掉牙

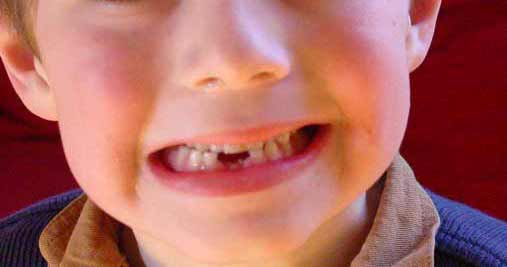
兒童換牙

掉牙又稱牙齿脱落，是指一颗或多颗牙齿松动和脱落的过程。对于兒童來說，其牙齿脱落屬於正常現象，這意味著乳牙被恆牙取代。如果是成年人牙齒脫落則屬於不正常現象，此時牙齒脫落則是由于受傷或疾病造成的，如牙齒撞脫、蛀牙、龋齿、牙周炎、牙龈病等。